# Gvat
Gvat (hebrejsky גְּבַת, anglicky Gvat, v oficiálním seznamu sídel Gevat) je vesnice typu kibuc v Izraeli, v Severním distriktu, v Oblastní radě Jizre'elské údolí.

## Geografie
Leží v nadmořské výšce 104 metrů v Dolní Galileji, na pomezí severního okraje Jizre'elského údolí s intenzivním zemědělstvím a pohoří Harej Nacrat (Nazaretské hory), které stoupá východně od vesnice směrem k městu Migdal ha-Emek. Z těchto hor stéká do údolí podél jižní strany vesnice vádí Nachal Jif'at, podél severní a západní strany vádí Nachal Cvi. Jihozápadně od kibucu se rozkládá letecká základna Ramat David.
Vesnice se nachází cca 10 kilometrů severozápadně od města Afula, 2 kilometry západně od města Migdal ha-Emek, cca 78 kilometrů severovýchodně od centra Tel Avivu a cca 25 kilometrů jihovýchodně od centra Haify. Gvat obývají Židé, přičemž osídlení v tomto regionu je převážně židovské. Aglomerace Nazaretu, kterou obývají převážně izraelští Arabové, začíná až cca 6 kilometrů severovýchodním směrem.
Gvat je na dopravní síť napojen pomocí dálnice číslo 73.

## Dějiny
Gvat byl založen v roce 1926. K založení došlo 28. listopadu 1926. Šlo o součást nové osidlovací vlny v Jizre'elském údolí, kde toho roku vznikly i židovské vesnice Sarid, Ramat David, Mišmar ha-Emek, Kfar Jehošua a Kfar Baruch.
V dubnu 1919 došlo ve městě Pinsk, tehdy na polsko-běloruském pomezí, k pogromu na Židy, jehož výsledkem bylo 35 mrtvých. Zakladatelé kibucu Gvat pocházeli z Pinsku, do tehdejší mandátní Palestiny přišli v rámci čtvrté aliji a vesnici zřídili na počest zavražděných. Jméno obce navazuje na starověké sídlo Gabata (גבתא) – aramejský výraz pro "kopec". Toto jméno bylo patrně pak uchováno v názvu nedaleké arabské vesnice Džibta (ג'באתא), která tu do 20. století stávala a která byla opuštěna ještě před vznikem nynějšího Gvatu, poté, co okolní zemědělské pozemky přešly do majetku Židů.
V září 1934 tu začal první kurz výcviku velitelů Hagany, který trval 10 týdnů.
Roku 1949 měla vesnice 674 obyvatel a rozlohu katastrálního území 5535 dunamů (5,535 kilometrů čtverečních). V roce 1951 v důsledku rozkolu v organizaci izraelských kibuců (podrobně v článku kibuc) část osadníků opustila Gvat a založili nový kibuc Jif'at a populace Gvatu klesla z tehdejších cca 900 na 500 obyvatel.
Během Jomkipurské války v roce 1973 dopadla na Gvat raketa a způsobila značné materiální škody. Během této války padlo 5 členů kibucu.
Ekonomika obce je založena na zemědělství a průmyslu (výroba součástek pro závlahové systémy). Tato průmyslová firma byla založena v roce 1966. Kibuc prošel privatizací a jeho členové jsou odměňováni individuálně, podle odvedené práce. V obci fungují zařízení předškolní péče o děti. Základní škola je ve vesnici Sarid. V 70. letech 20. století fungoval v obci basketbalový tým, který hrál nejvyšší izraelskou ligu (roku 1976 ji vyhrál).

## Demografie
Obyvatelstvo kibucu Gvat je sekulární. Podle údajů z roku 2014 tvořili naprostou většinu obyvatel v Gvat Židé (včetně statistické kategorie "ostatní", která zahrnuje nearabské obyvatele židovského původu ale bez formální příslušnosti k židovskému náboženství).
Jde o menší sídlo vesnického typu s dlouhodobě stagnující populací. K 31. prosinci 2014 zde žilo 826 lidí. Během roku 2014 populace stoupla o 4,8 %.
| Rok            | 1949 | 1961 | 1972 | 1983 | 1995 | 2001 | 2003 | 2004 | 2005 | 2006 | 2007 | 2008 | 2009 | 2010 | 2011 | 2012 | 2013 | 2014 |
| -------------- | ---- | ---- | ---- | ---- | ---- | ---- | ---- | ---- | ---- | ---- | ---- | ---- | ---- | ---- | ---- | ---- | ---- | ---- |
| Počet obyvatel | 674  | 716  | 664  | 732  | 722  | 678  | 658  | 664  | 673  | 668  | 670  | 672  | 686  | 687  | 708  | 774  | 788  | 826  |